# LR89
LR89 byl raketový motor na kapalné pohonné látky. Byl vyvinut v 50. letech 20. století jako motor odhazovacího půl-stupně mezikontinentálních raket SM-65 Atlas a později sloužil i na kosmických nosných raketách Atlas. Vývoj probíhal ve společnosti Rocketdyne za spolupráce se společností Convair (později převzata společností General Dynamics). Z konstrukčního hlediska se jedná o raketový motor s otevřeným cyklem a regenerativním systémem chlazení. Motory byly umisťovány vždy po dvojicích a každý měl vlastní palivové a kyslíkové turbočerpadlo. Pohonnou směs tvořil kapalný kyslík a vysoce rafinovaný petrolej nazývaný RP-1. Motor byl používán v několika modifikacích až do roku 2004, kdy odstartovala poslední raketa Atlas IIAS.

## Varianty

### XLR89-1
První testovací verze, testy probíhaly v letech 1957 – 1958. Celkem bylo použito 16 motorů. Alternativní značení: MA-1. Používán na raketách Atlas A/B/C.

### XLR89-5
Verze vzniklá z XLR89-1, celkem 320 startů v letech 1958-1967. Alternativní označení: MA-2. Používán na raketách Atlas D.

### LR89-5
Byl používán na raketách Atlas E/F v letech 1960 – 1995. Odstartovalo celkem 504 motorů. Alternativní značení: MA-3.

### LR89-7
Používán v letech 1963-1997. Celkem 198 motorů bylo použito. Alternativní značení: MA-5.

### RS-56-OBA
Používán v letech 1991-2004. Celkem bylo odpáleno 126 motorů, hlavně na raketách Atlas II. Alternativní značení: MA-5A